# Саймингтон, Стюарт
Уильям Стюарт Саймингтон младший — американский бизнесмен и политик из штата Миссури. Он был первым министром ВВС США и занимал этот пост с 1947 по 1950 год. С 1953 по 1976 год был сенатором США от штата Миссури.

## Образование и деловая карьера
Окончил Йельский университет в 1923 году.

## Министр ВВС
18 сентября 1947 года стал первым министром ВВС США.

## Сенатор США
В 1952 году был избран сенатором от штата Миссури и занял место, которое ранее занимал Трумэн. В сенате он был членом Комитета Сената США по вооружённым силам и Комитета Сената США по международным отношениям. В 1954 году он заявил, что министерство обороны потратило миллионы долларов на устаревшее вооружение. Он стал ведущим критиком участия США в войне во Вьетнаме.
Он был переизбран в 1958, 1964 и 1970 годах.
27 декабря 1976 он не стал баллотироваться на пятый срок и подал в отставку.